# Верден (Немачка)
Верден (њем. Wöhrden) општина је у њемачкој савезној држави Шлезвиг-Холштајн. Једно је од 115 општинских средишта округа Дитмаршен. Према процјени из 2010. у општини је живјело 1.328 становника. Посједује регионалну шифру (AGS) 1051113.

## Географски и демографски подаци
Верден се налази у савезној држави Шлезвиг-Холштајн у округу Дитмаршен. Општина се налази на надморској висини од 2 метра. Површина општине износи 21,8 km². У самом мјесту је, према процјени из 2010. године, живјело 1.328 становника. Просјечна густина становништва износи 61 становник/km².